# Brachilogia
Il termine "brachilogia", derivato dal greco antico βραχύς?, brachýs ("breve") e λόγος, lógos ("discorso"), indica un parlare conciso e sentenzioso.
Riferendosi alla dialettica, Platone sostiene che essa preveda un incontro di anime, interventi brevi e proposizioni corte. Dette brachilogie, sono prive di intrusioni di elementi estranei e di digressioni, ma ricche di ellissi, frasi che omettono ciò che è deducibile dal contesto del discorso. Sempre secondo Platone, in opposizione alla brachilogia ci sarebbe la macrologia, un discorso continuo e riccamente articolato, tipico della retorica.
In linguistica indica una maniera di esprimersi concisa, estremamente sintetica e schematica.
Viene considerata una figura retorica.